# 全州路
全州路，是中国元朝时设置的一个路，位于现在的广西壮族自治区。 
至元十四年（1277年）以全州改置，治所在清湘县（今广西壮族自治区全州县）。属湖广等处行中书省。辖境相当今广西壮族自治区全州、资源、灌阳等县地。明朝洪武初年，升为全州府。 